# Орегон Сити
Орегон Сити (енгл. Oregon City) град је у америчкој савезној држави Орегон.

## Демографија
По попису из 2010. године број становника је 31.859, што је 6.105 (23,7%) становника више него 2000. године.
| Група             | 2000.          | 2010.          |
| Белци             | 23.212 (90,1%) | 27.722 (87,0%) |
| Афроамериканци    | 150 (0,6%)     | 191 (0,6%)     |
| Азијати           | 288 (1,1%)     | 548 (1,7%)     |
| Хиспаноамериканци | 1.283 (5,0%)   | 2.339 (7,3%)   |
| Укупно            | 25.754         | 31.859         |